# Bremen op het Bundesvision Song Contest
Bremen is een van de zestien Duitse deelstaten die deelnemen aan de Bundesvision Song Contest.

## Overzicht
Bremen heeft een zeer diffuse relatie met de Bundesvision Song Contest. In de eerste zeven jaar eindigde Bremen telkens ofwel tweede, ofwel elfde. De tweede plaatsen kwamen er in 2006, dankzij Revolverheld met Freunde bleiben, en in 2011, dankzij Flo Mega en diens Zurück. De slechtste prestatie van de Vrije Hanzestad is tot op heden de dertiende plek van Schné in 2012. In 2014 was de eerste overwinning van Bremen dankzij Revolverheld.

## Deelnames
| Jaar | Artiest                   | Lied                               | Plaats | Punten | Taal            |
| ---- | ------------------------- | ---------------------------------- | ------ | ------ | --------------- |
| 2005 | Lukas Hilbert             | Kommt meine Liebe nicht bei dir an | 11     | 31     | Duits           |
| 2006 | Revolverheld              | Freunde bleiben                    | 2      | 136    | Duits           |
| 2007 | Lea Finn                  | Ich weiß und du weißt              | 11     | 20     | Duits           |
| 2008 | Paulsrekorder             | Anna                               | 11     | 20     | Duits           |
| 2009 | Flowin Immo et les Freaqz | Urlaub am Attersee                 | 11     | 25     | Duits           |
| 2010 | Kleinstadthelden          | Indie boys                         | 11     | 20     | Duits en Engels |
| 2011 | Flo Mega                  | Zurück                             | 2      | 111    | Duits           |
| 2012 | Schné                     | Alles aus Liebe                    | 13     | 18     | Duits           |
| 2013 | De Fofftig Penns          | Löppt                              | 7      | 61     | Nederduits      |
| 2014 | Revolverheld              | Lass uss gehen                     | 1      | 180    | Duits           |
| 2015 | Gloria                    | Geister                            | 9      | 46     | Duits           |

## Festivals in Bremen
| Jaar | Plaats | Zaal      | Presentatoren |
| ---- | ------ | --------- | ------------- |
| 2015 | Bremen | ÖVB Arena | Stefan Raab   |

Baden-Württemberg · Beieren · Berlijn · Brandenburg · Bremen · Hamburg · Hessen · Mecklenburg-Voor-Pommeren · Nedersaksen · Noordrijn-Westfalen · Rijnland-Palts · Saarland · Saksen · Saksen-Anhalt · Sleeswijk-Holstein · Thüringen